# Aéroport de Red Sucker Lake
L'aéroport de Red Sucker Lake est un aéroport situé au Manitoba, au Canada.